# Therates montaneus
Therates montaneus (лат.) — вид жуков-скакунов рода Therates из семейства жужелицы (Carabidae).

## Распространение
Китай (Fujian).

## Описание
Длина от 6,9 до 8,2 мм. Тело с металлическим блеском. Голова блестящая зеленовато-чёрная. Мандибулы желтоватые, у самок буроватые дистально, зубцы коричневатые по краям. Верхняя губа длиннее своей ширины, желтоватая, с шестью вершинными зубцами. Губные и верхнечелюстные щупики желтоватые. Скапус желтоватый сверху, снизу чёрный. Переднеспинка блестящая зеленовато-чёрная. Надкрылья блестящие чёрные с коричневато-жёлтыми отметинами. Брюшная сторона чёрная. Ноги буроватые.